# Celosia chiapensis
Celosia chiapensis là loài thực vật có hoa thuộc họ Dền. Loài này được Brandegee mô tả khoa học đầu tiên năm 1917.